# Symfonie nr. 3 (Berg)
De Symfonie nr. 3 "Makter" is een compositie van Natanael Berg. Hij nam ruimschoots de tijd voor het componeren van deze symfonie. In 1916 en 1917 schreef Berg aan een symfonisch gedicht Selbst ist der Mann. In deze vorm is het toen ook uitgevoerd (januari 1918) en vastgelegd. In 1930 trouwde Berg met zijn grote liefde Elsie Eriksson en voelde toen de behoefte om Selbst ist der Mann te voorzien van een tweede deel. Het duurde vervolgens nog een flink aantal jaren voordat deze symfonie (toen nog zonder nummer) zijn definitieve vorm kreeg. De uiteindelijke première vond in 1942 plaats.
Deze symfonie bleef dus beperkt tot twee delen: 
- Mannen (Selbst ist der Mann) (mannen)
- Kvinnan (vrouwen)

Met hetzelfde thema schreef Berg al veel eerder in 1911 zijn cantate Mannen och Kvinnan met een tekst van Gustaf Fröding.   Dat werk werd pas veel later uitgevoerd en verdween snel in de la.